# Rutherford (New Jersey)
Pour les articles homonymes, voir Rutherford.
Rutherford est une ville (borough) du New Jersey, aux États-Unis. Elle est située dans le comté de Bergen. Sa population est de 17 620 habitants d'après le recensement de 2007.